# Pedaliodes pallantias
Pedaliodes pallantias är en fjärilsart som beskrevs av William Chapman Hewitson 1874. Pedaliodes pallantias ingår i släktet Pedaliodes och familjen praktfjärilar. Inga underarter finns listade i Catalogue of Life.